# صنعت در ایران

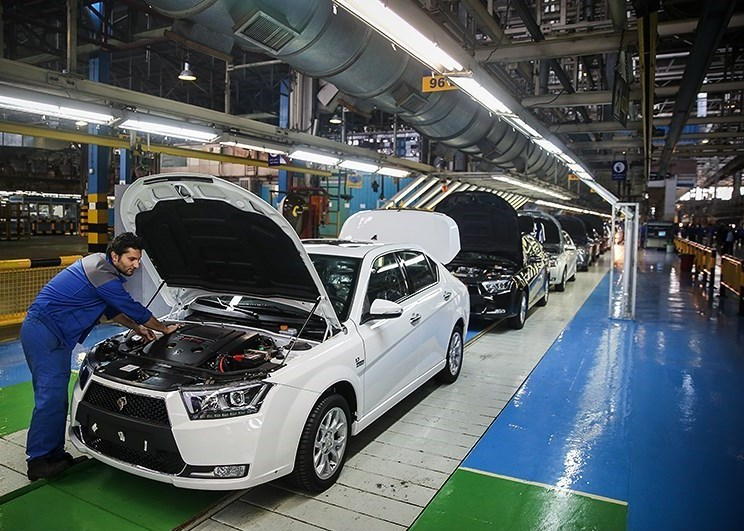
کارخانهٔ ایران خودرو در سال ۱۳۹۶. صنعت خودروسازی ایران پس از نفت، گاز و پتروشیمی، بزرگ‌ترین صنعت این کشور به‌شمار می‌رود.

صنعت در ایران زودتر از بیشتر کشورهای منطقه مدرن گردید اما در دوران اخیر، با مشکل سرمایه‌گذاری روبه‌رو شده‌است. پس از تحریم‌ها علیه ایران، نداشتن توان رقابت با رقیب‌های جهانی و حتی منطقه‌ای، به یک نگرانی برای صنعت ایران تبدیل شده‌است.
توسعهٔ صنعتی ایران از اواسط دههٔ ۱۳۳۰ شدت یافت و بخش‌های گوناگون این کشور را متحول کرد. ایران کنونی، طیف گسترده‌ای از کالاها همانند خودرو، لوازم خانگی، تجهیزات مخابراتی، ماشین‌آلات صنعتی، کاغذ، کالاهای لاستیکی، فولاد، مواد خوراکی، محصولات چوبی و چرمی، منسوجات و دارو را تولید می‌کند. کارخانه‌های نساجی این کشور در اصفهان و در امتداد سواحل دریای مازندران، متمرکز شده‌اند. ایران همچنین به خاطر فرش‌های دستباف خود در سراسر جهان شناخته شده‌است. کار دستی سنتی ساخت این فرش‌ها، به میزان قابل توجهی در درآمدهای روستایی کشور نقش دارد و همواره یکی از مهم‌ترین صنایع صادراتی ایران بوده‌است. همچنین کارخانجات اصفهان (ذوب آهن اصفهان و فولاد مبارکه ) دو کارخانه بزرگ تولید فولاد ایران هستند ، علاوه بر ان صنایع دستی ایران در منطقه‌هایی در سراسر کشور، بومی‌سازی شده‌است و هر شهر برای صنایع دستی خود، در پایتخت و دیگر شهرهای بزرگ کشور بازاری ایجاد کرده‌است.
تا اوایل دههٔ ۱۳۳۰ میلادی، صنعت ساخت‌وساز ایران به شرکت‌های داخلی محدود می‌شد. کمی بعد، با افزایش درآمد حاصل از نفت و گاز و دسترسی به اعتبارات جدید، رونق قابل توجهی به صنعت ساختمان این کشور وارد شد و شرکت‌های بزرگ بین‌المللی ساخت‌وساز را به سمت ایران کشاند. این رشد تا اواسط دههٔ ۱۳۵۰ ادامه داشت. صنعت ساخت‌وساز ایران تا اواسط دههٔ ۱۳۶۰، تا حدودی احیا شده بود، اما کمبود مسکن به ویژه در مناطق شهری، به عنوان یک مشکل جدی باقی ماند.

## پیشینه

### حکومت پهلوی
پیش از زمامداری رضاشاه، در ایران به جز تاسیسات نفتی، واحد صنعتی که بتوان آنان را کارخانه‌ای تولیدی و صنعتی نامید، وجود نداشت. در طول مدت کوتاهی در دوران رضاشاه، ایران از کشوری عقب‌مانده و غیرصنعتی، به کشوری پیشرفته و نیمه‌صنعتی تبدیل گشت. با بنیان‌گذاری کارخانه‌هایی نوین، بیشتر نیازهای کشور و مردم، دیگر از داخل تأمین می‌شد. کارخانه‌های قند، پنبه‌پاک‌کنی، نخ‌ریسی، پارچه‌بافی، برنج‌پاک‌کنی، گونی‌بافی، چرم، کبریت، توتون و تنباکو، سیگار، کاغذ و مقوا، کارتن‌سازی، شیشه و بلور، سنگ‌بری، سیمان، ذوب فلزات و آلیاژسازی، چوب و تخته‌سازی، نیروگاه، قالی‌بافی، خشکبار، چای، روغن‌کشی، کنسرو و کمپوت و غیره، به خدمت مردم ایران آمد. با این حال، یک دسته طرح‌های بزرگ‌تر نیز وجود داشت که با کناره‌گیری وی از پادشاهی، ناتمام رها شد و ماشین‌آلات این دسته از طرح‌ها، از میان رفت. همچنین اقدام به استخراج مواد معدنی چون زغال‌سنگ، سنگ مرمر، سنگ آهن، گوگرد، مس، سرب و غیره نیز شد تا برای کاربرد داخلی و گاه صادرات، استفاده شود. در آغاز کارهای صنعتی ایران، به ناچار، مهندسان خارجی در صنایع به‌کار برده شدند. اما سپس با تأسیس مرکزهای آموزشی فنی و حرفه‌ای و ساخت هنرستان‌های صنعتی، ساخت دانشکده‌ها و آموزشگاه‌های فنی در ایران و حتی فرستادن دانشجو به خارج، کم‌کم متخصصین و مهندسان ایرانی توانستند خودشان کار را در دست بگیرند.
در دورهٔ پادشاهی رضاشاه، بخش خصوصی ایران، بیشتر درگیر صنایع کوچک و بازرگانی شد. حکومت وی، مقبولیتش را در نوسازی اقتصادی کشور و زنده‌سازی ملی‌گرایی ایرانی افزون بر سفارش بر دیوان‌سالاری و نیروهای نظامی جست‌وجو کرده‌است. دولت آن دوره نیز با فراهم‌سازی امنیت و گزینش سیاست اقتصاد ارشادی، در زمینهٔ توسعه گام برداشت؛ هرچند که این کار، بر اساس تصمیم و ارادهٔ شخصی رضاشاه به اجرا درمی‌آمد. تا اوایل دههٔ ۱۳۳۰ میلادی، صنعت ساخت‌وساز ایران به شرکت‌های داخلی محدود می‌شد. کمی بعد، با افزایش درآمد حاصل از نفت و گاز و دسترسی به اعتبارات جدید، رونق قابل توجهی به صنعت ساختمان این کشور وارد شد و شرکت‌های بزرگ بین‌المللی ساخت‌وساز را به سمت ایران کشاند. این رشد تا اواسط دههٔ ۱۳۵۰ ادامه داشت.
تولید سالانهٔ فولاد خام ایران پیش از انقلاب ۱۳۵۷، ۱٫۸ میلیون تن بوده‌است. تولید سیمان ایران نیز در واپسین دوران پادشاهی پهلوی، سالانه ۷٫۷ میلیون تن بوده‌است که در دههٔ ۱۳۶۰، به ۱۷ میلیون تن رسید و دلیل بزرگ این افزایش، تکمیل شدن پروژه‌هایی بود که سرمایه‌گذاری‌شان پیش از انقلاب ۱۳۵۷ شروع شده بود.

### جمهوری اسلامی

شاخص پیچیدگی اقتصاد در ایران (۱۹۶۴–۲۰۱۴).

صنعت در ایران بر پایهٔ گزارش اکونومیست در سال ۲۰۰۸ (۱۳۸۶)، با تولید ۲۳ میلیارد دلار محصول صنعتی در ردهٔ ۳۹ جهان قرار داشته‌است. صنایع گوناگون ایران پس از انقلاب ۱۳۵۷، در دورانی دچار تحریم شده‌اند.
تا سال ۲۰۱۴، ۸۱۰۰۰ واحد صنعتی کوچک بیش از یک میلیون شغل ایجاد کردند. صنایع کوچک در ایران ۹۲ درصد صنایع ایرانی، ۴۵ درصد مشاغل صنعتی و ۱۷ درصد تولید کشور را تشکیل می‌دهند. بخش خصوصی در ایران به دلیل ضعف یا حضور نداشتن، مشارکت کمی در نوآوری و توسعه فناوری دارد. حمایت از توسعه صنایع کوچک و متوسط زنجیره تأمین در ایران را به شدت تقویت می‌کند. مشکلات دسترسی به منابع مالی نیز یکی از نگرانی‌های عمده صنایع کوچک و متوسط است. در سال ۲۰۱۶ ایران دارای حدود ۳۰۰۰ شرکت دانش‌بنیان بود که ۷۰۰۰۰ شغل ایجاد کردند و ۶٫۶ میلیارد دلار درآمد داشتند.
بر پایهٔ گزارش سال ۲۰۰۳ سازمان توسعه صنعتی سازمان ملل متحد در مورد صنایع کوچک و متوسط در ایران، توسعه‌نیافتگی صنایع ایران می‌تواند به این علت‌ها باشد: نبود مؤسسات نظارتی، سیستم بانکی ناکارامد، کمبود تحقیق و توسعه، کمبود مهارت‌های مدیریتی، فساد، نبود قوانین کار و مالیاتی کارامد، ملاحظات اجتماعی و فرهنگی، فقدان حلقه‌های یادگیری اجتماعی، ناآشنایی با بازارهای بین‌المللی برای رقابت جهانی، رویه‌های اداری دست‌وپاگیر، کمبود کارگر ماهر، نبود قوانین حمایتی مالکیت فکری، کمبود مراکز تحقیقاتی، کمبود سرمایه اجتماعی، آموزش اجتماعی، مسئولیت اجتماعی و ارزش‌های فرهنگی-اجتماعی. پیشرفت‌های عمده صنعتی ایران در پتروشیمی، داروسازی، هوافضا، صنایع دفاعی و صنایع سنگین است.
بر پایهٔ گزارشی در تیر ۱۳۹۶، از دیدگاه منطقه‌ای با وجود این که صنعت مدرن بسیار زودتر از بسیاری از کشورهای منطقه به ایران وارد گردیده‌است اما جایگاه این کشور در میان ۲۲ کشور دیگر، دهم است؛ یعنی پایین‌تر از سطح میانگین. بر پایهٔ این رده‌بندی، کشورهای اسرائیل، ترکیه، عربستان، امارات و بحرین جایگاه یکم تا پنجم را گرفته‌اند. پس از تحریم‌ها علیه جمهوری اسلامی، سرمایه‌گذاری در صنعت این کشور به شدت کاهش یافته و قدرت رقابت و همچنین ظرفیت تولید در این بخش از اقتصاد ایران، همپا و همزمان با رقیب‌های منطقه‌ای و جهانی خود، رشد نکرد. حتی در این که در صورت گذر از این دوران صنعت ایران بتواند دوباره به رقابت با دیگر کشورها بپردازد و نوآوری کند، تردید بوده‌است.

## وزارت صنایع و معادن
در ایران وزارت صنایع و معادن مسئول تسهیل گسترش و ارتقای سیاست‌های صنعتی و معدنی است. این وزارت همچنین مسئولیت متمرکز کردن و ادغام سیاست‌گذاری در بخش صنعت و معدن است. سرانجام این وزارتخانه تمام استراتژی‌ها، سیاست‌ها و برنامه‌های مربوط به صنایع و بخش معدن ایران را تنظیم می‌کند. مرکز توسعه فناوری صنایع پیشرفته نیز به عنوان یکی از مراکز این وزارتخانه در ترویج فعالیت‌های پژوهشی و حمایت از ظهور شرکت‌هایی با فناوری پیشرفته فعالیت می‌کند. از سال ۲۰۱۴، ایران دارای ۹۳۰ پارک و منطقه صنعتی است.

## آمارهای تولید
تهران کانون اقتصادی ایران است. نزدیک به ۳۰٪ از نیروی کار عمومی ایران و ۴۵٪ از شرکت‌های بزرگ صنعتی آن در تهران واقع شده‌است و نزدیک به نیمی از این نیروی کار در شرکت‌های دولتی کار می‌کنند.
طبق تحقیقات برترین برندهای ایرانی شامل: صاایران، بانک صادرات ایران، همراه اول، ایران خودرو، فولاد مبارکه  ، ذوب آهن اصفهان ،  صنعتیران، واگن پارس، صنایع ایران، ماشین‌سازی اراک، زر ماکارون، ایران خودرو دیزل، پارس خودرو، هپکو، استیل البرز، یک-و-یک، صنایع آذرآب، گروه صنعتی گلبافت، گروه نورد آلومینیوم، خودروسازی سایپا، نوین زعفران، شرکت رنگسازی هاویلوکس، رستوران‌های زنجیره ای بوف، تلاونگ و گلرنگ برترین برندهای ایرانی هستند.

## عقب‌ماندگی در صنعت ایران
آیا ایران در صنعت از کشورهای دیگر عقب مانده است؟
برای جواب به این سوال ابتدا باید معنای صنعت را تعریف کنیم. صنعت به معنی تولید کالاها و خدمات در یک اقتصاد است. 
صنعت ایران با توجه به شاخص اقتصادی GDP per Capita که به معنی سرانه تولید ناخالص داخلی بر جمعیت است، (یعنی ارزش تمامی کالاهای تولید داخلی و خدمات مربوط به آن‌ها در طول سال که به دلار آمریکا تبدیل و بر متوسط جمعیت آن کشور در همان سال تقسیم می‌شود)دارای رنک جهانی 120 است. و براساس گزارش سازمان ملل ایران در رتبه 57 شاخص توسعه صنعتی یعنی cip قرار دارد. که نشان‌دهنده‌ی ضعف ایران در صنعت نسبت به سایر کشورهای جهان است.

### دلایل عقب‌ماندگی صنعتی ایران

#### عدم پیشینه‌ی صنعتی ‌
ایران کشوری است که صنعت از سایر کشورها وارد آن شده‌است و از داخل آن شکل نگرفته‌است، بنابراین نمی‌تواند به همپای رقبای خارجی که سال‌ها جلوتر هستند، برسد.

#### وابستگی تکنولوژی و وجود تحریم
به دلیل وجود تحریم‌ها، شرکت‌های ایران نمی‌توانند به مواد اوليه، تجهيزات و ماشين‌آلات و تکنولوژی ساخت برخی محصولات دسترسی داشته باشند.

#### بازار هدف کوچک
برخلاف شرکت‌های سایر دنیا که با جهان آزاد در ارتباطند و می‌توانند محصولات خود را به همه جهان عرضه کنند، ایران به دلیل تکنولوژی قدیمی تنها می‌تواند محصولات خود را در داخل ایران بفروشد؛ بنابراین سرمایه گذاری سنگین در این بخش توجیه‌پذیری کمتری پیدا می‌کند و صنعت ایران توسعه پیدا نمی‌کند.

#### سودآوری پایین صنعت در ایران
در مقایسه با واسطه‌گری، سود و زحمت کار صنعتی بسیار بیشتر است، بنابراین شرکت‌ها ترجیح می‌دهند در امور دیگر نظیر املاک و مستغلات سرمایه‌گذاری کنند تا کار تولیدی.